# Hra na oliheň
Hra na oliheň (korejsky 오징어게임, Odžing-o geim) je jihokorejský antiutopický thrillerový televizní seriál streamovací televize Netflix, jehož tvůrcem je Hwang Tong-hjok. Hlavní role ztvárnili I Čong-dže, Pak He-su, Čong Ho-jon, O Jong-su, Ho Song-tche, Anupam Tripathi, Kim Ču-rjong a Wi Ha-džun.
Seriál sleduje tajnou soutěž, kde 456 hráčů, kteří se potýkají s vážnými finančními problémy, riskují své životy, aby si zahráli sérii smrtících dětských her s šancí získat odměnu 45,6 miliardy ₩ (přes 833 milionů korun). Název seriálu je odvozen z podobně pojmenované korejské dětské hry. Hwang přišel s myšlenkou založenou na svých vlastních ekonomických potížích v raném věku, stejně jako na finančních rozdílech mezi obyvateli Jižní Koreje a kapitalismu. Ačkoli příběh původně napsal v roce 2009, nedokázal najít produkční společnost, která by tento nápad financovala, dokud se o něj kolem roku 2019 začal zajímat Netflix jako součást své snahy rozšířit svou zahraniční nabídku pořadů.
Celosvětová premiéra seriálu proběhla dne 17. září 2021 a seriál získal pozitivní recenze kritiků a mezinárodní pozornost. Stal se nejsledovanějším seriálem na Netflixu a nejsledovanějším pořadem v 94 zemích, přičemž během prvních čtyř týdnů od vydání nasbíral přes 1,65 miliardy zhlédnutých hodin, čímž předstihl americký seriál Bridgertonovi v čele žebříčku. Seriál získal také spoustu ocenění, včetně Zlatého glóbu za nejlepší mužský herecký výkon ve vedlejší roli v seriálu, minisérii nebo TV filmu pro O Jong-su, Ceny Sdružení filmových a televizních herců za nejlepší mužský herecký výkon v dramatickém seriálu a nejlepší ženský herecký výkon v dramatickém seriálu pro I Čong-dže a Čong Ho-jon, přičemž všichni tři se stali prvními herci korejského původu, kteří v jednotlivých kategoriích zvítězili. První řada obdržela 14 nominací na cenu Emmy, včetně nominace na nejlepší dramatický seriál, čímž se stal prvním seriálem v jiném než anglickém jazyce nominovaným v této kategorii; I Čong-dže zvítězil v kategorii nejlepší herec v dramatickém seriálu, což z něj učinilo prvního asijského herce, který v této kategorii zvítězil za výkon v seriálu v jiném než anglickém jazyce.
Produkce druhé řady započala v červenci 2023, premiéru měla 26. prosince 2024. Třetí řada, která byla i poslední, měla premiéru 27. června 2025.

## Děj
Sŏng Ki-hun, rozvedený otec a zadlužený gambler, který žije se svou starší matkou, je pozván, aby soutěžil v sérii dětských her v šanci na velkou peněžní výhru. Po přijetí nabídky je odvezen na neznámé místo, kde se ocitne mezi dalšími 455 hráči, kteří jsou v hlubokých finančních problémech. Hráči jsou nuceni nosit zelené teplákové soupravy a jsou neustále pod dohledem maskovaných mužů v růžových kombinézách, přičemž na hry dohlíží Muž v obleku, který nosí černou masku a černou uniformu. Hráči brzy zjistí, že prohra ve hře vede k jejich smrti, přičemž každá smrt přidá 100 milionů wonů k potenciální hlavní ceně 45,6 miliardy wonů. Ki-hun se spojí s ostatními hráči, včetně svého přítele z dětství Čo Sang-ua a severokorejské přeběhlice Kang Se-bjok, aby se pokusili přežít fyzické a psychologické zvraty her.

## Obsazení

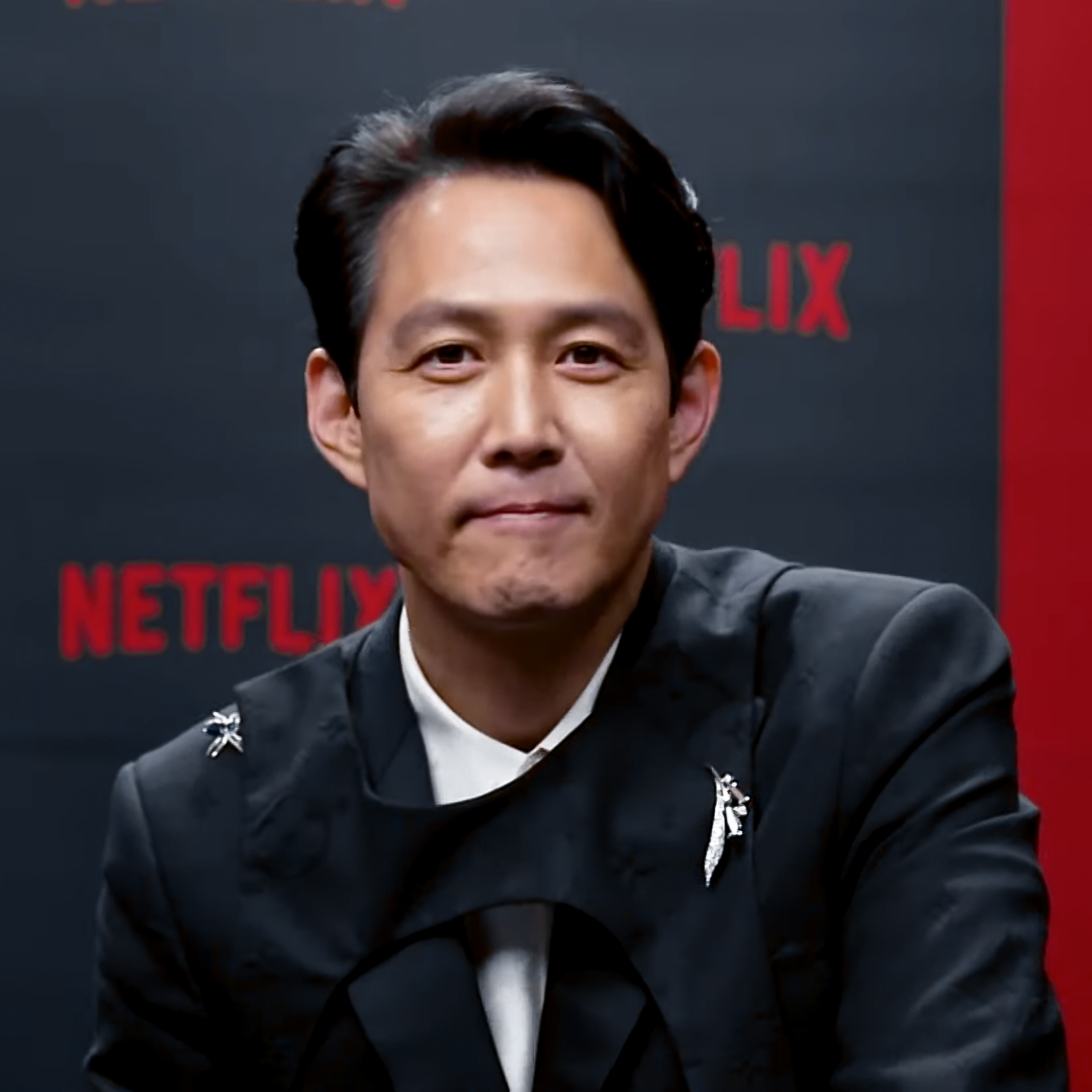
I Čong-dže (Song Ki-hun, hráč č. 456)

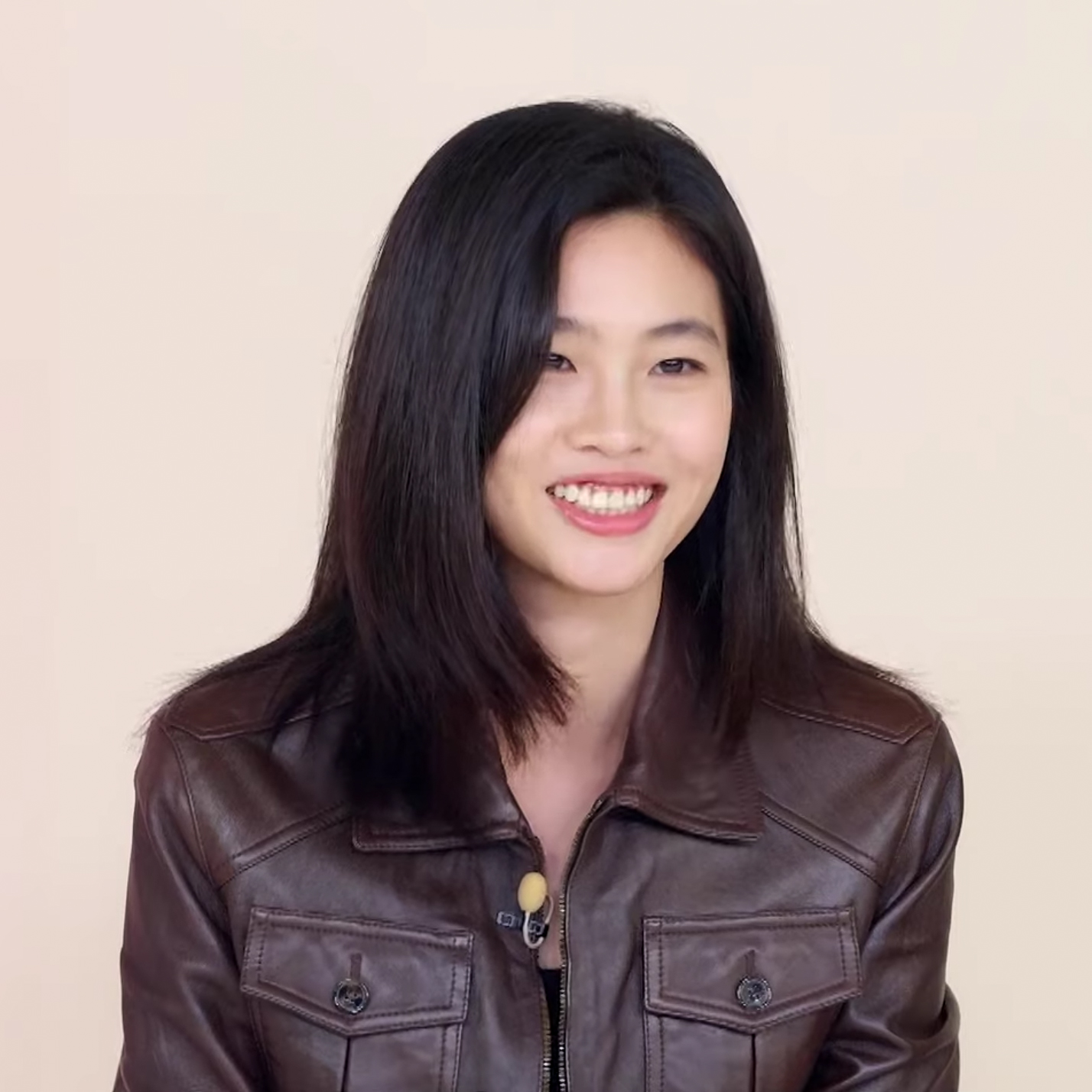
Čong Ho-jon (Kang Se-bjok, hráč č. 067)

### Hlavní role
- I Čong-dže jako Song Ki-hun (hráč č. 456),[10] rozvedený šofér závislý na hazardních hrách, který žije se svou matkou a snaží se finančně podporovat svou dceru. Hry se účastní, aby splatil své dluhy a dokázal, že je dostatečně finančně stabilní, aby mohl mít v péči svou dceru, která má odjet s matkou a nevlastním otcem do Spojených států.
- Pak He-su jako Čo Sang-u (hráč č. 218),[10] bývalý šéf investičního týmu společnosti s cennými papíry. Je bývalý spolužák Ki-huna a studoval na Soulské státní univerzitě. Hry se účastní, aby unikl policii, která ho hledá za okrádání klientů a nahromadění masivních dluhů ze špatných investic (1. řada)
- Wi Ha-džun jako Hwang Čun-ho,[11] policejní detektiv, který se do hry vplíží jako strážce, aby našel svého zmizelého bratra
- Čong Ho-jon jako Kang Se-bjok (hráč č. 067),[12] severokorejská uprchlice a zlodějka, která má mladšího bratra v dětském domově. Hry se účastní, aby zaplatila zprostředkovateli, který může zachránit její rodiče ze Severní Koreje a koupila jim dům, kde budou společně žít (1. řada)
- O Jong-su jako O Il-nam (hráč č. 001),[13] starší muž s nádorem na mozku, který upřednostňuje hraní hry než čekání na smrt ve vnějším světě (1. řada)
- Ho Song-tche jako Čang Tok-su (hráč č. 101),[14] gangster, hry se účastní, aby zaplatil své obrovské dluhy z hazardních her (1. řada)
- Anupam Tripathi jako Ali Abdul (hráč č. 199),[13] migrující pracovník z Pákistánu, hry se účastní, aby finančně zabezpečil svou rodinu, protože mu šéf několik měsíců odmítá platit mzdu (1. řada)
- Kim Ču-rjong jako Han Mi-ňo (hráč č. 212),[15] manipulativní žena, její důvody pro vstup do hry jsou nevysvětlené, ale chválí se, že byla pětkrát obviněna z podvodu (1. řada)
- Lee Seo-hwan jako Park Jung-bae (hráč č. 390), velmi dobrý přítel Ki-huna, který provozuje bar a později se zapojí do hry (2. řada; 1. řada hostující)
- Pjŏng I jako Hwang In-ho, dozorce hry a vítěz ročníku 2015, který po své účasti nevěří, že existují skutečně dobří lidé (2.–⁠⁠⁠⁠⁠⁠3. řada; 1. řada hostující)
- Im Si-wan jako Lee Myung-gi (hráč č. 333), bývalý youtuber, který přišel o peníze v důsledku krypto podvodu, do kterého byl zapleten (2. řada)
- Kang Ha-neul jako Kang Dae-ho (hráč č. 388), bývalý námořník (2. řada)
- Park Sung-hoon jako Cho Hyun-ju (hráč č. 120), transgender žena a bývalá příslušnice speciálních jednotek, které chybí peníze na operaci umožňující změnu pohlaví (2. řada)
- Lee Jin-wook jako Park Gyeong-seok (hráč č. 246), muž, který se připojí ke hře, aby získal peníze na léčbu rakoviny krve své dcery (2. řada)
- Yang Dong-geun jako Park Yong-sik (hráč č. 007), gambler a syn Geum-ja (2. řada)
- Jo Yu-ri jako Kim Jun-hee (hráč č. 222), těhotná bývalá přítelkyně Myung-giho, která přišla o peníze nákupem jeho kryptoměn a hledá způsob, jak se uživit (2. řada)
- Kang Ae-shim jako Jang Geum-ja (hráč č. 149), matka Yong-sika, která vstupuje do hry, aby pomohla splatit dluhy svého syna (2. řada)
- Park Gyu-young jako Kang No-eul, bývalá vojačka a severokorejská uprchlice, která pracuje jako strážkyně s úkolem zabíjet vyřazené hráče, aby našla svou dceru, která zůstala v Severní Koreji

### Vedlejší role
- Ju Song-džu jako Pjong-gi (hráč č. 111), lékař, který tajně spolupracuje se skupinou zkorumpovaných strážců v obchodování s orgány mrtvých účastníků výměnou za informace o nadcházejících hrách
- I Ju-mi jako Či-jong (hráč č. 240), mladá žena, která byla propuštěna z vězení poté, co zabila svého nevlastního otce
- Kim So-hjon jako (hráč č. 244), pastor
- I Sang-hui jako To Čong-su (hráč č. 017), bývalý sklář
- Kim Jun-tche jako (hráč č. 069), muž, který do hry vstoupí se svou ženou.
- I Či-ha jako (hráč č. 070), žena, která do hry vstoupí se svým manželem
- Kwak Ča-hjong jako (hráč č. 278), spojenec Tok-sua
- Christian Lagahit jako (hráč č. 276), muž, který se připojí ke skupině Ki-huna v přetahovaní
- Kim Jong-ok jako O Mal-sun, matka Ki-huna
- Čo A-in jako Song Ka-jong, dcera Ki-huna
- Kang Mal-gum jako Kang Un-dži, bývalá manželka Ki-huna, matka Ka-jong
- Pak Hje-džin jako matka Sang-ua
- Pak Ši-wan jako Kang Čchol, mladší bratr Kang Se-bjok

## Seznam dílů

### První řada (2021)
| Č. v seriálu | Č. v řadě | Původní název                              | Český název       | Režie           | Scénář          | Premiéra na Netflixu |
| ------------ | --------- | ------------------------------------------ | ----------------- | --------------- | --------------- | -------------------- |
| 1            | 1         | Red Light, Green Light 무궁화 꽃이 피던 날 | Červená, zelená   | Hwang Tong-hjok | Hwang Tong-hjok | 17. září 2021        |
| 2            | 2         | Hell 지옥                                  | Peklo             | Hwang Tong-hjok | Hwang Tong-hjok | 17. září 2021        |
| 3            | 3         | The Man with the Umbrella 우산을 쓴 남자   | Muž s deštníkem   | Hwang Tong-hjok | Hwang Tong-hjok | 17. září 2021        |
| 4            | 4         | Stick to the Team 쫄려도 편먹기            | Drž se týmu       | Hwang Tong-hjok | Hwang Tong-hjok | 17. září 2021        |
| 5            | 5         | A Fair World 평등한 세상                   | Férový svět       | Hwang Tong-hjok | Hwang Tong-hjok | 17. září 2021        |
| 6            | 6         | Gganbu 깐부                                | Kganbu            | Hwang Tong-hjok | Hwang Tong-hjok | 17. září 2021        |
| 7            | 7         | VIPS                                       | VIP               | Hwang Tong-hjok | Hwang Tong-hjok | 17. září 2021        |
| 8            | 8         | Front Man 프론트맨                         | Bílý kůň          | Hwang Tong-hjok | Hwang Tong-hjok | 17. září 2021        |
| 9            | 9         | One Lucky Day 운수좋은날                   | Jeden šťastný den | Hwang Tong-hjok | Hwang Tong-hjok | 17. září 2021        |

### Druhá řada (2024)
| Č. v seriálu | Č. v řadě | Původní název                 | Český název           | Režie           | Scénář          | Premiéra na Netflixu |
| ------------ | --------- | ----------------------------- | --------------------- | --------------- | --------------- | -------------------- |
| 10           | 1         | Bread and Lottery 빵과 복권   | Chleba a loterie      | Hwang Tong-hjok | Hwang Tong-hjok | 26. prosince 2024    |
| 11           | 2         | Halloween Party 할로윈 파티   | Halloweenský večírek  | Hwang Tong-hjok | Hwang Tong-hjok | 26. prosince 2024    |
| 12           | 3         | 001                           | 001                   | Hwang Tong-hjok | Hwang Tong-hjok | 26. prosince 2024    |
| 13           | 4         | Six Legs 여섯 개의 다리       | Šest nohou            | Hwang Tong-hjok | Hwang Tong-hjok | 26. prosince 2024    |
| 14           | 5         | One More Game 한 게임 더      | Ještě jednou          | Hwang Tong-hjok | Hwang Tong-hjok | 26. prosince 2024    |
| 15           | 6         | O X                           | O X                   | Hwang Tong-hjok | Hwang Tong-hjok | 26. prosince 2024    |
| 16           | 7         | Friend or Foe 친구인가 적인가 | Přítel, nebo nepřítel | Hwang Tong-hjok | Hwang Tong-hjok | 26. prosince 2024    |

### Třetí řada (2025)
| Č. v seriálu | Č. v řadě | Původní název                        | Český název        | Režie           | Scénář          | Premiéra na Netflixu |
| ------------ | --------- | ------------------------------------ | ------------------ | --------------- | --------------- | -------------------- |
| 17           | 1         | Keys and Knives 열쇠와 칼            | Klíče a nože       | Hwang Tong-hjok | Hwang Tong-hjok | 27. června 2025      |
| 18           | 2         | Starry Night 별이 빛나는 밤          | Hvězdná noc        | Hwang Tong-hjok | Hwang Tong-hjok | 27. června 2025      |
| 19           | 3         | It's Not Your Fault 네 잘못이 아니야 | Není to tvoje vina | Hwang Tong-hjok | Hwang Tong-hjok | 27. června 2025      |
| 20           | 4         | 222                                  | 222                | Hwang Tong-hjok | Hwang Tong-hjok | 27. června 2025      |
| 21           | 5         | ○△□                                  | ○△□                | Hwang Tong-hjok | Hwang Tong-hjok | 27. června 2025      |
| 22           | 6         | People Are… 사람들은…                | Lidé jsou…         | Hwang Tong-hjok | Hwang Tong-hjok | 27. června 2025      |

## Produkce

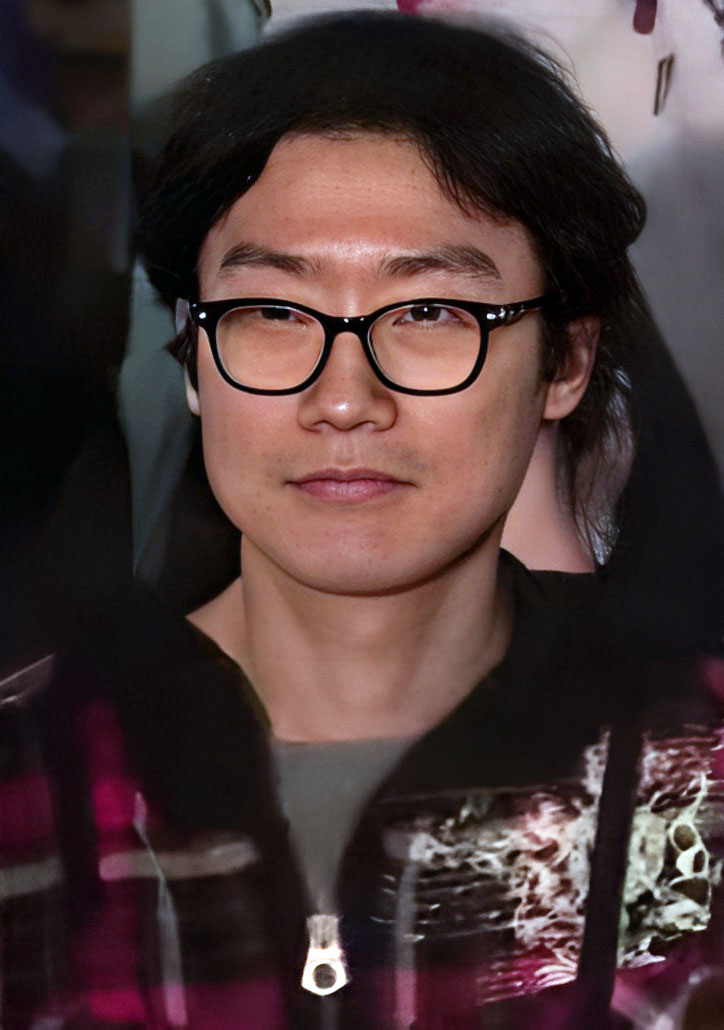
Tvůrce a režisér seriálu Hwang Tong-hjok

### První řada

#### Vývoj
Kolem roku 2008 se Hwang Tong-hjok neúspěšně pokoušel získat investici pro filmový scénář, který napsal, a on, jeho matka a babička si museli vzít půjčky, aby zůstali nad vodou, ale stále se potýkali s dluhovou, se kterou se obyvatelé po celé zemi potýkali. Svůj volný čas trávil v kavárnách Manhwabang (jihokorejské manga kavárny) a četl japonské mangy Battle Royale, Liar Game a Tobaku mokuširoku Kaidži. Hwang porovnal situaci postav v těchto mangách se svou vlastní současnou situací a uvažoval o myšlence, že by se mohl připojit k takové hře o přežití, aby vyhrál peníze a dostal se z dluhů, což ho vedlo k napsání filmového scénáře o tomto konceptu v průběhu roku 2009. Hwang uvedl: „Vždy jsem chtěl napsat příběh, který by byl alegorií nebo bajkou o moderní kapitalistické společnosti, něco, co by popsalo extrémní soutěživost, tak trochu jako extrémní soutěživost v životě. Chtěl jsem ale použít takové postavy, které jsme my všichni potkali v reálném životě.“ Bál se však, že je příběh scénáře „obtížný na pochopení a bizarní“. Hwang uvedl: „Vždy jsem chtěl napsat příběh, který by byl alegorií nebo bajkou o moderní kapitalistické společnosti, něco, co by popsalo extrémní soutěživost, tak trochu jako extrémní soutěživost v životě. Chtěl jsem ale použít takové postavy, které jsme my všichni potkali v reálném životě.“ Hwang se pokusil prodat svůj příběh různým korejským produkčním skupinám a hercům, ale bylo mu řečeno, že je to příliš groteskní a nerealistické. Hwang odložil tento scénář a během následujících deseti let úspěšně dokončil tři další filmy.
V desátých letech 21. století Netflix zaznamenal velký nárůst sledovanosti mimo Severní Ameriku a začal investovat do produkce v jiných regionech, včetně Koreje. Ted Sarandos, co-CEO společnosti Netflix, v roce 2018 uvedl, že hledali další úspěchy v zámořských produkcích: „Vzrušující by pro mě bylo, kdyby další Stranger Things pocházely mimo Ameriku. Právě teď, historicky, nic takového rozsahu nepřišlo odjinud než z Hollywoodu.“ Netflix v roce 2018 otevřel divizi v Asii, a zatímco stále pracovali mimo dočasně pronajaté kancelářské prostory v Soulu, Hwang je upozornil na svůj scénář. Kim Minyoung, jeden z vedoucích pracovníků Netflixu pro asijské regiony, rozpoznal Hwangův talent z The Fortress a jeho dalších filmů, a když viděl jeho scénář k seriálu Hra na oliheň, věděl, že ho pro tuto službu potřebují. Kim řekl: „Hledali jsme pořady, které se lišily od těch tradičních, a Hra na oliheň byla přesně ono“. Netflix oficiálně oznámil v září 2019, že bude produkovat jeho dílo jako originální seriál. Bela Bajaria z Netflixu, vedoucí globálních televizních operací, uvedla: „Věděli jsme, že to bude v Koreji velké, protože měla dobře hodnoceného režiséra s odvážnou vizí“ a že „korejská dramata jsou také velmi úspěšná v Asii.“ O svém návratu k projektu Hwang poznamenal: „Je to smutný příběh. Ale důvod, proč jsem se k projektu vrátil, je ten, že svět se za 10 let od té doby proměnil v místo, kde se tyto neuvěřitelné příběhy o přežití tak hodí, a zjistil jsem, že toto je doba, kdy lidé označí tyto příběhy za zajímavé a realistické.“ Hwang se dále domníval, že probíhající pandemie covidu-19 ovlivnila ekonomické rozdíly mezi třídami v Jižní Koreji, a řekl, že „všechny tyto body učinily příběh velmi realistickým pro lidi ve srovnání s obdobím před deseti lety“.
S objednávkou Netflixu byl koncept filmu rozšířen na seriál čítající devět epizod. Kim prohlásil, že „je toho mnohem víc, než bylo napsáno ve 120minutovém formátu. Takže jsme spolupracovali, abychom z toho udělali seriál.“ Hwang řekl, že byl schopen rozšířit scénář tak, aby se „mohl zaměřit na vztahy mezi lidmi [a] příběhy jednotlivých postav“. Zpočátku Netflix pojmenoval seriál Round Six místo Squid Game, jak navrhoval Hwang; podle viceprezidenta Netflixu pro obsah v Asii věděli, že název „squid game“ bude korejským divákům povědomý z dětské hry, ale „nezarezonovalo by to, protože by to moc lidí nepochopilo“, a rozhodli se použít Six Round, což popsalo povahu soutěže. Jak produkce pokračovala, Hwang prosadil, aby se místo toho používal název Squid Game, o které Kim řekl, že její tajemný název a unikátní vizuální prvky pomohly přitáhnout zvědavé diváky. V době, kdy Hwang psal scénář k seriálu, bylo jeho cílem, aby se seriál stal nejsledovanějším pořadem na Netflixu ve Spojených státech alespoň na jeden den. Hwang původně napsal osm epizod, což bylo srovnatelné s jinými pořady Netflixu, ale zjistil, že materiál pro poslední epizodu byl delší, než plánoval, takže byl rozdělen na dvě epizody.
Produkce a natáčení seriálu probíhaly od června do října 2020, včetně povinné měsíční přestávky kvůli probíhající pandemii covidu-19. Městské scény se natáčely v Tedžonu, přičemž ostrovní scény byly natáčeny na ostrově Seongapdo v Ongjinu.

#### Casting
Hwang uvedl, že si vybral herce I Čong-dže jako Ki-huna, aby „zničil jeho charismatickou image, kterou ztvárnil v jeho předchozích rolích“. Čong Ho-jon byla požádána svou novou manažerskou společností, aby poslala video na konkurz seriálu, zatímco dokončovala natáčení v Mexiku a připravovala se na New York Fashion Week. Přestože to byl její první herecký konkurz a její očekávání byla nízká, Hwang řekla: „Ve chvíli, kdy jsem viděl její kazetu s konkurzem z New Yorku, okamžitě jsem si pomyslel, ‚tohle je dívka, kterou chceme‘. Můj první dojem z ní byl, že je divoká a volná jako nezkrotný kůň.“ Při obsazení role Aliho Abdula řekl: „Bylo těžké najít v Koreji dobré zahraniční herce.“ Vybral si herce Anupam Tripathi kvůli jeho emocionálním hereckým schopnostem a plynulosti v korejštině. Oba Gong Yoo and I Bjung Hun s Hwangem spolupracovali v jeho předchozích filmech, Silenced a The Fortress, a Hwang oběma nabídl účinkování v malých rolích v seriálu. VIP byli vybrání z nekorejských herců žijících v Asii, v případě Geoffreyho Giuliana, který ztvárnil jednoho z VIP, vedla k jeho obsazení role ve filmu Vlak do Busanu 2.

### Druhá a třetí řada
V říjnu 2021 Hwang uvedl, že vyjednává s Netflixem ohledně druhé série, v prosinci 2021 pak také ohledně třetí. Hwang původně zamýšlel druhou řadu jako poslední, ale vzhledem k vysokému počtu dílů ji rozdělil do dvou řad. Druhá a třetí řada byly natáčeny společně, natáčení začalo v červenci 2023 a bylo dokončeno v červnu 2024. Druhá řada měla premiéru 26. prosince 2024, třetí řada by měla mít premiéru v červnu roku 2025.

## Přijetí

### Kritické ohlasy
Pořad získal uznání kritiky. Recenzní server Rotten Tomatoes udělil seriálu na základě 73 recenzí hodnocení 95 %, s průměrným hodnocením 8,10 bodů z 10. Kritický konsenzus webu zní: „Neochvějná brutalita Hry na oliheň není pro slabé povahy, ale ostrý společenský komentář a překvapivě něžné jádro udrží diváky přilepené k obrazovce – i když to sledují mezi prsty.“ Na serveru Metacritic obdržel na základě 13 recenzí 69 bodů ze 100, tedy „celkově příznivé recenze“.
Joel Keller z webu Decider se domníval, že koncept pořadu byl kreativní. Když psal o příběhu seriálu, popsal jej jako „těsný příběh, který má potenciál být napjatý a vzrušující“. Pierce Conran z novin South China Morning Post seriál ohodnotil 4,5 hvězdičkami z 5 a napsal: „Celkově je to stále brutálně zábavný seriál korejského Netflixu, který bude pravděpodobně přijímán po celém světě jako jeho předchůdci.“
Vzhledem k popularitě seriálu byl singapurskými národními novinami The Straits Times v prosinci 2021 režisér seriálu Hwang jmenován jako „Asiat roku The Straits Times“.

### Přijetí publikem
Hra na oliheň se stala prvním jihokorejským seriálem, který obsadil první místo žebříčku 10 nejlepších pořadů Netflixu po celém světě, a to až v 90 zemích včetně Česka a Slovenska či Spojených států.

### Ocenění
Herec O Jong-su se stal prvním hercem z Jižní Koreji, který získal cenu Zlatý glóbus. Seriál se také stal prvním neanglickým a prvním korejským seriálem, který byl nominován na Cenu Sdružení filmových a televizních herců v kategorii nejlepší obsazení v dramatickém seriálu. Herec I Čong-dže se stal prvním hercem asijského původu, který byl nominován na totéž ocenění a Čong Ho-jon se stala druhou herečkou asijského původu, která byla nominována na totéž ocenění. Vítězstvím obou herců se pořad stal prvním seriálem v jiném než anglickém jazyce, který toto ocenění získal. Seriál také získal 14 nominací na cenu Emmy a stal prvním seriálem v jiném než anglickém jazyce, který byl nominován na nejlepší dramatický seriál.